# Ché Adams
Ché Zach Everton Fred Adams, född 13 juli 1996 i Leicester, England, är en skotsk fotbollsspelare som spelar för Torino. Han representerar även Skottlands landslag.

## Karriär
Den 23 juli 2024 värvades Adams av Torino, där han skrev på ett treårskontrakt.